# Amadou Diop
Amadou Diop – senegalski piłkarz grający na pozycji pomocnika. Grał w reprezentacji Senegalu.

## Kariera klubowa
Diop grał w klubie ASC Diaraf, z którym wywalczył mistrzostwo Senegalu w sezonie 1981/1982 oraz zdobył trzy Puchary Senegalu w sezonach 1981/1982, 1982/1983 i 1984/1985.

## Kariera reprezentacyjna
W reprezentacji Senegalu Diop zadebiutował w 1980. Został powołany do kadry na Puchar Narodów Afryki 1986, gdzie zagrał w meczach grupowych z Egiptem (1:0), Mozambikiem (2:0) i Wybrzeżem Kości Słoniowej (0:1). W tym samym roku zakończył karierę reprezentacyjną.